# Kreuzkirche (Anklam)

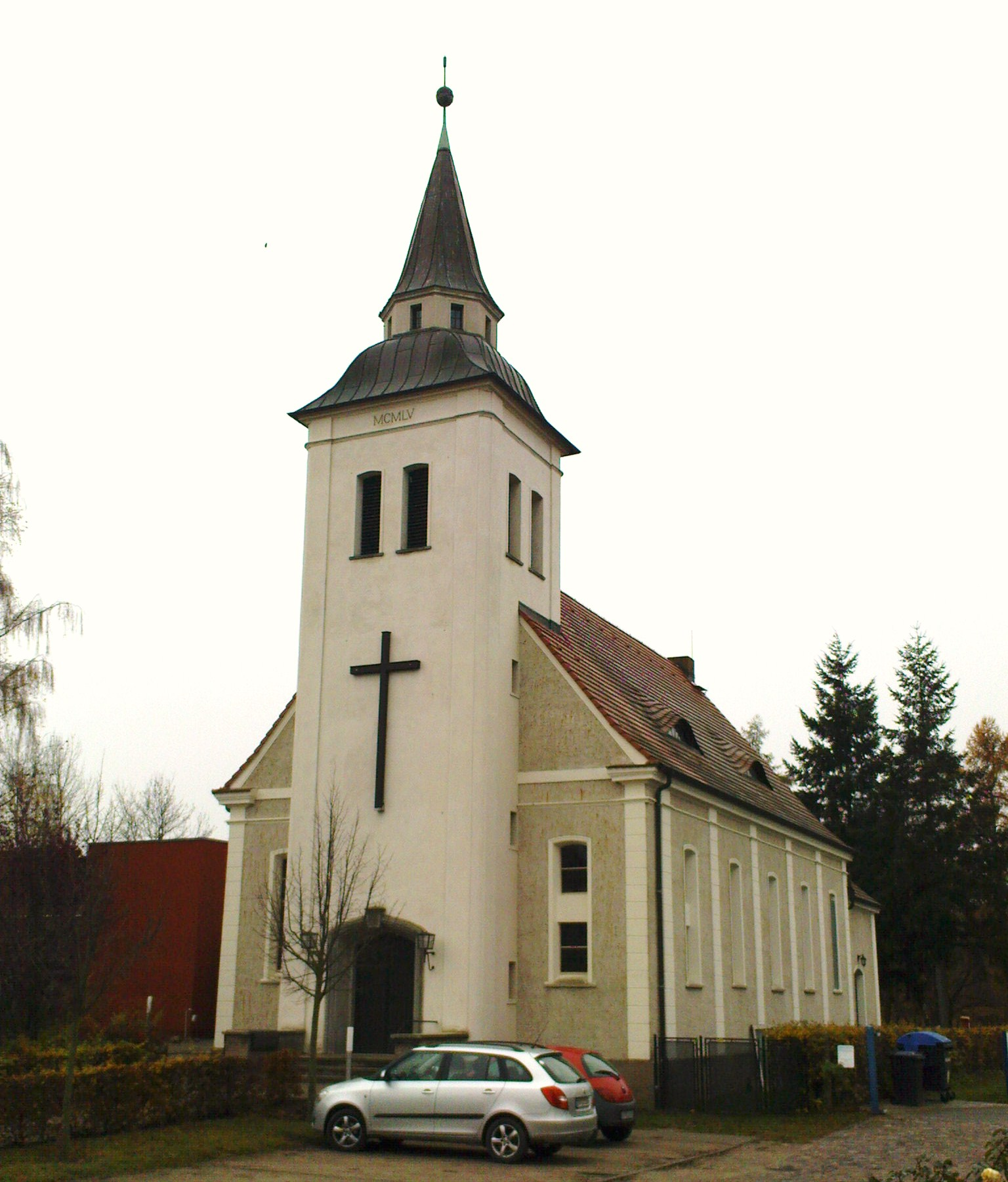
Kreuzkirche

Die Kreuzkirche ist ein evangelisches Kirchengebäude in Anklam. Sie wurde 1953–1955 im Süden der Stadt an der Tuchowstraße errichtet und steht unter Denkmalschutz.

## Bau
Der Bau der jüngsten evangelischen Kirche der Stadt begann mit der Grundsteinlegung im Oktober 1953. Der Entwurf stammt vom Anklamer Architekten Kurt Buchholz und zeigt betont traditionelle, neobarocke Formen. Zum Erntedankfest am 9. Oktober 1954 wurde das Richtfest gefeiert; eingeweiht wurde der ziegelgedeckte Putzbau am 13. November 1955.
Der Kirchturm mit seinem spitzen Helm befindet sich im Norden über dem Haupteingang. Durch ihn betritt der Besucher einen rechteckigen Raum, an den sich der Altarraum anschließt.

## Innenraum

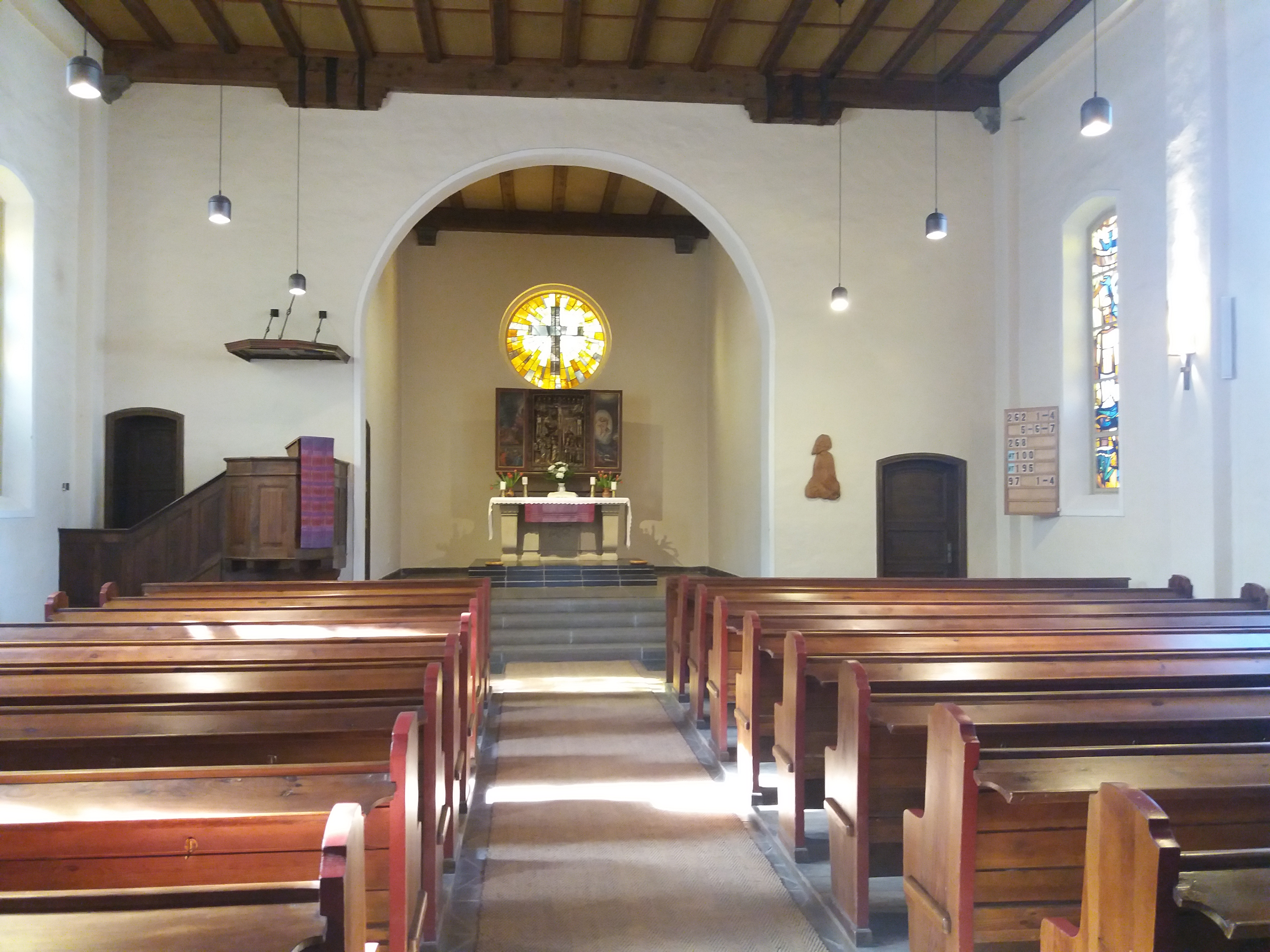
Innenansicht der Kreuzkirche

Die oktogonal angelegte Kanzel mit ihrem schlichten Kanzelhimmel ist aus dunklem Holz gefertigt und befindet sich vor dem Altarraum auf der linken Seite. Die Unterseite des Schalldeckels ist mit einem Kreuz verziert. Auf der gegenüberliegenden Seite befindet sich eine von Gerhard Becker geschnitzte hölzerne Skulptur des Hiob.
Der Altar, der die Kreuzigung zeigt, befindet sich im Süden. Die Kreuzigungsgruppe des spätgotischen Sandstein-Flügelaltars, der früher in der Anklamer Marienkirche stand, ist 120 cm hoch und stammt aus einer Lübecker Werkstatt. Dargestellt sind neben Christus die beiden Schächer, deren Seelen von einem Engel beziehungsweise vom Teufel geholt werden. 
An der südwestlichen Seite befindet sich ein farbiges Fenster mit dem Bild der Taufe und gegenüber mit dem Bild des Abendmahls. 
Am 27. September 1970 erhielt die Kreuzkirche eine Orgel der Firma Hermann Eule Orgelbau Bautzen.

## Glocken
Am 25. September 1966 wurde ein neues Geläut, bestehend aus drei Stahlglocken, eingeweiht. Nach 50 Jahren waren diese Glocken stark korrodiert und der Glockenstuhl wies Schäden auf. Die Athanasiuskirche in Hannover wurde als Kirchengebäude aufgegeben und die dortigen vier Glocken aus dem Jahr 1965 von Friedrich Wilhelm Schilling wurden der Anklamer Kirchgemeinde übergeben. Am 16. Juni 2016 wurden sie vor der Anklamer Kreuzkirche für den Einbau aufgestellt und sind inzwischen installiert.

## Anbauten
Von Herbst 2002 bis November 2003 wurde nach Plänen des Architekten K. Johansen ein Gemeindezentrum an die Kirche angebaut.

## Gemeinde
Die evangelische Kirchengemeinde Anklam gehört seit 2012 zur Propstei Pasewalk im Pommerschen Evangelischen Kirchenkreis der Evangelisch-Lutherischen Kirche in Norddeutschland. Vorher gehörte sie zum Kirchenkreis Greifswald der Pommerschen Evangelischen Kirche.

## Einzelnachweis
1. ↑  /glocken.html / Neue Glocken für die Anklamer Kreuzkirche, abgerufen am 26. März 2020